# بکش بگا بمیر
بُکُش بِگا بِمیر (به انگلیسی: Kill Fuck Die) ‎۷اُمین آلبوم استودیویی گروه هوی متال وسپ است که در سال ۱۹۹۷ و با لیبل کَستل رکوردز منتشر شد. فضای بُکُش بِگا بِمیر از آلبوم‌های پیشین گروه متفاوت است و بیشتر حال و هوای اینداستریال و پرخاشگرانه دارد.
کریس هلمز پس از چندین سال دوری از وسپ و در یک حرکت غافلگیرکننده برای ضبط این آلبوم دوباره به گروه پیوست. به گفتهٔ بلکی لاولس، او و هُلمز فقط تیرگی‌ها را از رابطه‌شان زدودند که بازتاب این مسئله در آلبوم هم مشخص است. بلکی همچنین گفته‌است که آن‌ها در ساخت قطعات این آلبوم از فیلم اینک آخرالزمان هم الهام گرفته‌اند.
از بُکُش بِگا بِمیر اغلب به‌عنوان یک آلبوم مفهومی (مانند کریمسون آیدل) که قطعات آن در امتداد روایت داستانی خشن و واحد دربارهٔ روابط و رنج‌های انسان‌ها سیر می‌کنند، یاد می‌شود. گرچه خود بلکی و بقیهٔ اعضای وسپ این موضوع را تایید نکرده‌اند.

## افراد مشارکت‌کننده
- بلکی لاولس: آواز، گیتار
- کریس هلمز: گیتار
- مایک دودا: گیتار باس
- استت هاولند: درامز